# Gustavas Gvildys
Gustavas Gvildys (Klaipėda, 31 ottobre 1901 – Königsberg, 1945) è stato un calciatore lituano, di ruolo difensore.

## Carriera

### Club
Ha sempre giocato nel campionato lituano.

### Nazionale
Ha rappresentato la nazionale lituana in occasione delle Olimpiadi del 1924.